# Herb gminy Wojcieszków
Herb gminy Wojcieszków – jeden z symboli gminy Wojcieszków, ustanowiony 19 maja 2004.

## Wygląd i symbolika
Herb przedstawia na tarczy w polu srebrnym czerwonego ciołka ze złotymi rogami i kopytami (godło z herbu Ciołek), a nad nim trzy czerwone róże pięciopłatkowe ze złotymi środkami i zielonymi wypustkami (pochodzące z herbu Doliwa).